# Лебедева, Екатерина Сергеевна
Екатери́на Серге́евна Ле́бедева (род. 14 сентября 1989, Свердловск) — российская хоккеистка, нападающая команды «Белые медведицы» и сборной России. Участница Олимпийских игр 2010 года, бронзовый призёр чемпионата мира 2013 года.

## Биография
На коньки встала в четыре года под руководством своего отца, бывшего хоккеиста. После девятого класса школы поступила в училище олимпийского резерва, где занималась под руководством Андрея Анисимова, который, по мнению Екатерины, сыграл ключевую роль в её развитии как спортсменки. Работа с этим специалистом помогла Лебедевой попасть в свою первую профессиональную команду: «Спартак-Меркурий» из родного Екатеринбурга. В настоящее время Лебедева играет в команде «Факел» из Коркино (Челябинская область).
C 2007 года выступает за сборную России, высшим достижением в составе сборной стала бронзовая медаль чемпионата мира в 2013 году (отметилась одним голом и четырьмя голевыми передачами на чемпионате мира). Бронзовый призёр чемпионатов России 2004—2008 и 2011 годов.
Чемпионка зимней Универсиады-2015.

## Дисквалификация
12 декабря 2017 года решением Международного олимпийского комитета за нарушение антидопинговых правил аннулированы результаты полученные на Олимпийских игр 2014 года в Сочи и пожизненно отстранена от участия в Олимпийских играх.

## Статистика игр за сборную
| Год  | Турнир | И | Г | П | О | Штр |
| ---- | ------ | - | - | - | - | --- |
| 2007 | ЧМ     | 4 | 0 | 0 | 0 | 0   |
| 2008 | ЧМ     | 4 | 0 | 0 | 0 | 2   |
| 2009 | ЧМ     | 4 | 0 | 1 | 1 | 4   |
| 2010 | ОИ     | 5 | 0 | 1 | 1 | 2   |
| 2011 | ЧМ     | 6 | 1 | 0 | 1 | 0   |
| 2012 | ЧМ     | 5 | 1 | 0 | 1 | 2   |
| 2013 | ЧМ     | 6 | 1 | 4 | 5 | 0   |